# Lycosa shahapuraensis
Lycosa shahapuraensis este o specie de păianjeni din genul Lycosa, familia Lycosidae, descrisă de Gajbe în anul 2004. Conform Catalogue of Life specia Lycosa shahapuraensis nu are subspecii cunoscute.